# Чемпионат Европы по самбо 2018

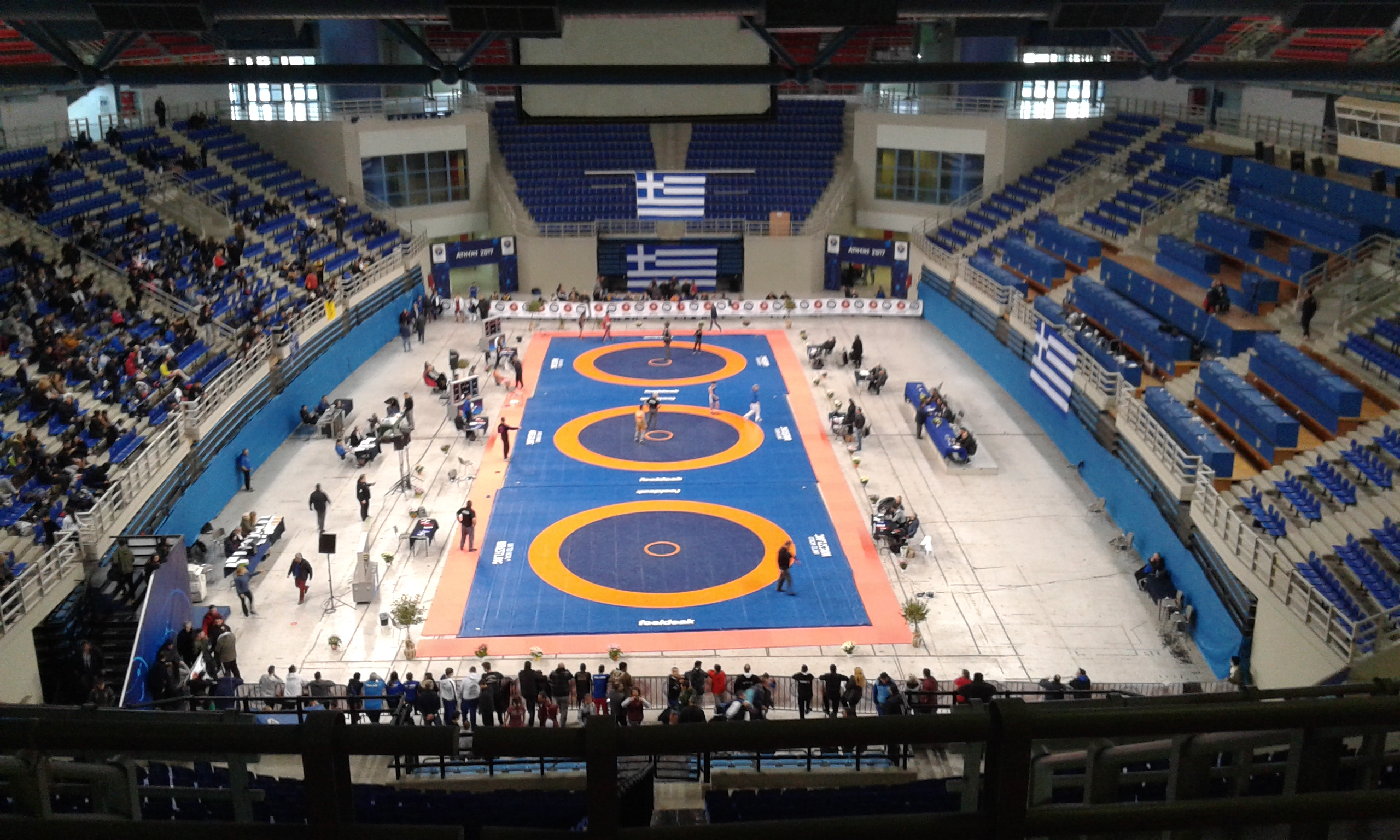
.

Чемпионат Европы по самбо 2018 года прошёл 17-21 мая в Афинах (Греция) в 
Олимпийском зале Ано Льосии. В соревнованиях приняли участие более 300 спортсменов из 26 стран. Из-за ошибок в заявках не получили визы и не смогли принять участие в соревнованиях Мухтар Гамзаев (до 57 кг), Эжер Енчинов (до 62 кг) и Дмитрий Самойлов (до 82 кг). Вместо них выступили Родион Асканаков, который завоевал бронзу в категории до 57 кг, и Александр Нестеров, завоевавший серебро в категории до 62 кг. В боевом самбо в категории до 82 кг Россия на чемпионате Европы представлена не была.

## Медалисты

### Мужчины
| Весовая категория | Золото                        | Серебро                      | Бронза                                                     |
| ----------------- | ----------------------------- | ---------------------------- | ---------------------------------------------------------- |
| до 52 кг          | Тигран Киракосян · Армения    | Гиви Надарейшвили · Грузия   | Р. Братченко · Украина Евгений Ерёмин · Россия             |
| до 57 кг          | Вахтанг Чидрашвили · Грузия   | Борислав Янаков · Болгария   | Владимир Гладких · Россия Мехман Халилов · Азербайджан     |
| до 62 кг          | Владимир Березовский · Россия | Геннадий Чиргадзе · Грузия   | Дмитрий Евдошенко · Украина Джавидан Гараев · Азербайджан  |
| до 68 кг          | Владислав Саяпин · Беларусь   | Миндиа Лилуашвили · Грузия   | Евгений Сухомлинов · Россия Эмиль Гасанов · Азербайджан    |
| до 74 кг          | Александр Сарайкин · Россия   | Леван Нахуцришвили · Грузия  | Григорий Маркарьян · Греция Арсен Казарян · Армения        |
| до 82 кг          | Евгений Максимов · Россия     | Тимофей Емельянов · Беларусь | Виссарион Берулава · Грузия Алексей Ниженко · Украина      |
| до 90 кг          | Антон Коновалов · Россия      | Паата Гвиниашвили · Грузия   | Дмитрий Герасименко · Сербия Алексей Степаньков · Беларусь |
| до 100 кг         | Давид Лориашвили · Грузия     | Денис Тачи · Молдова         | Виктор Решко · Латвия Андрей Казусёнок · Беларусь          |
| свыше 100 кг      | Артём Осипенко · Россия       | Юрий Рыбак · Беларусь        | Бека Бердзенишвили · Грузия Станислав Бондаренко · Украина |

### Женщины
| Весовая категория | Золото                     | Серебро                       | Бронза                                                  |
| ----------------- | -------------------------- | ----------------------------- | ------------------------------------------------------- |
| до 48 кг          | Ольга Титова · Россия      | А. Новикова · Украина         | Лейла Аббасова · Беларусь Даниэла Чисс · Румыния        |
| до 52 кг          | Татьяна Шуянова · Россия   | Мария Буёк · Украина          | К. Данилович · Беларусь Ирен Диас · Испания             |
| до 56 кг          | Анастасия Валова · Россия  | Даниэла Поройнеану · Румыния  | Лаура Фурнье · Франция Марина Донос · Молдова           |
| до 60 кг          | Яна Шевченко · Россия      | Кристина Казаной · Беларусь   | Хименес Лопес · Испания Анастасия Шевченко · Украина    |
| до 64 кг          | Татьяна Мацко · Беларусь   | Валерия Анисимова · Россия    | Алёна Сайко · Украина Мария Кабас · Испания             |
| до 68 кг          | Наталья Будеану · Молдова  | Ирина Громова · Россия        | Ивана Яндрич · Сербия Тифани Легаль · Франция           |
| до 72 кг          | Наталья Смаль · Украина    | Нино Одзелашвили · Грузия     | Виктория Болохан · Молдова Анастасия Хомячкова · Россия |
| до 80 кг          | Мария Оряшкова · Болгария  | Ирина Леонидзе · Грузия       | Анна Жижина · Россия С. Гориссен · Нидерланды           |
| свыше 80 кг       | Анастасия Сапсай · Украина | Екатерина Калюжная · Беларусь | Елена Кебадзе · Грузия Елена Чирак · Франция            |

### Боевое самбо
| Весовая категория | Золото                          | Серебро                      | Бронза                                                   |
| ----------------- | ------------------------------- | ---------------------------- | -------------------------------------------------------- |
| до 52 кг          | Аржаан Чылбак · Россия          | Денис Артимчук · Украина     | Григор Мхитарян · Армения Гинтарас Каткус · Литва        |
| до 57 кг          | Богдан Бабенко · Украина        | Георгий Кандов · Болгария    | М. Мхитарян · Армения Родион Асканаков · Россия          |
| до 62 кг          | Александр Воропаев · Украина    | Александр Нестеров · Россия  | Максимилиан Валло · Франция Якуб Бабияр · Словакия       |
| до 68 кг          | Шейх-Мансур Хабибулаев · Россия | Богдан Кондратович · Украина | Вачик Варданян · Армения Антуан Лефевр · Франция         |
| до 74 кг          | Владислав Руднев · Украина      | Е. Муравицкий · Беларусь     | Николай Гончаров · Россия Михаил Николов · Болгария      |
| до 82 кг          | Артур Воробьёв · Украина        | Чарли Шмитт · Франция        | И. Алексеевич · Беларусь Давит Петросян · Армения        |
| до 90 кг          | Луи Лорент · Франция            | Дмитрий Баток · Украина      | Мариан Димитров · Болгария Гамзат Хирамагомедов · Россия |
| до 100 кг         | Анатолий Волошинов · Украина    | Виктор Немков · Россия       | Сергей Фирсов · Беларусь Наби Мамедов · Азербайджан      |
| свыше 100 кг      | Валентин Молдавский · Россия    | Размик Тоноян · Украина      | Вук Раонич · Сербия                                      |